# CD-ROM²

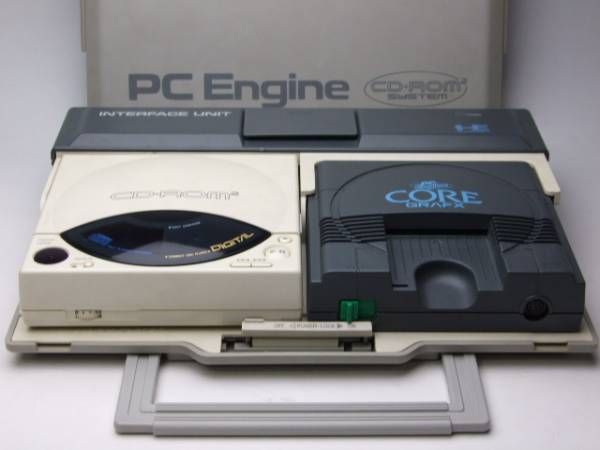

CD-ROM²(일본어: シーディーロムロム)는 NEC 홈 일렉트로닉스에서 발매된 PC 엔진용 주변 기기이다. 1988년 12월 4일에 일본에서 발매되었다.
세계에서 처음으로 CD-ROM을 채택한 게임기이다. 매우 고가였지만, 천외마경 등 CD-ROM의 대용량을 살린 킬러 소프트에 의하여 보급이 많이 되었다. PC 엔진 본체와의 접속은 인터페이스 유니트와 휴카드 슬롯을 통한 시스템 카드로 이루어진다. 단순한 CD-ROM의 추가뿐만 아니라 배터리 백업 기능이나 AV 출력의 추가, ADPCM 음원 탑재 등 기능의 확장도 이루어진다. 또, CD-ROM 드라이브는 PC-8801MC의 CD-ROM 드라이브로 사용할 수 있으며, PC 엔진용 AC 어댑터를 사용하여 CD 재생기로 사용할 수 있다.